# 孙博 (作家)

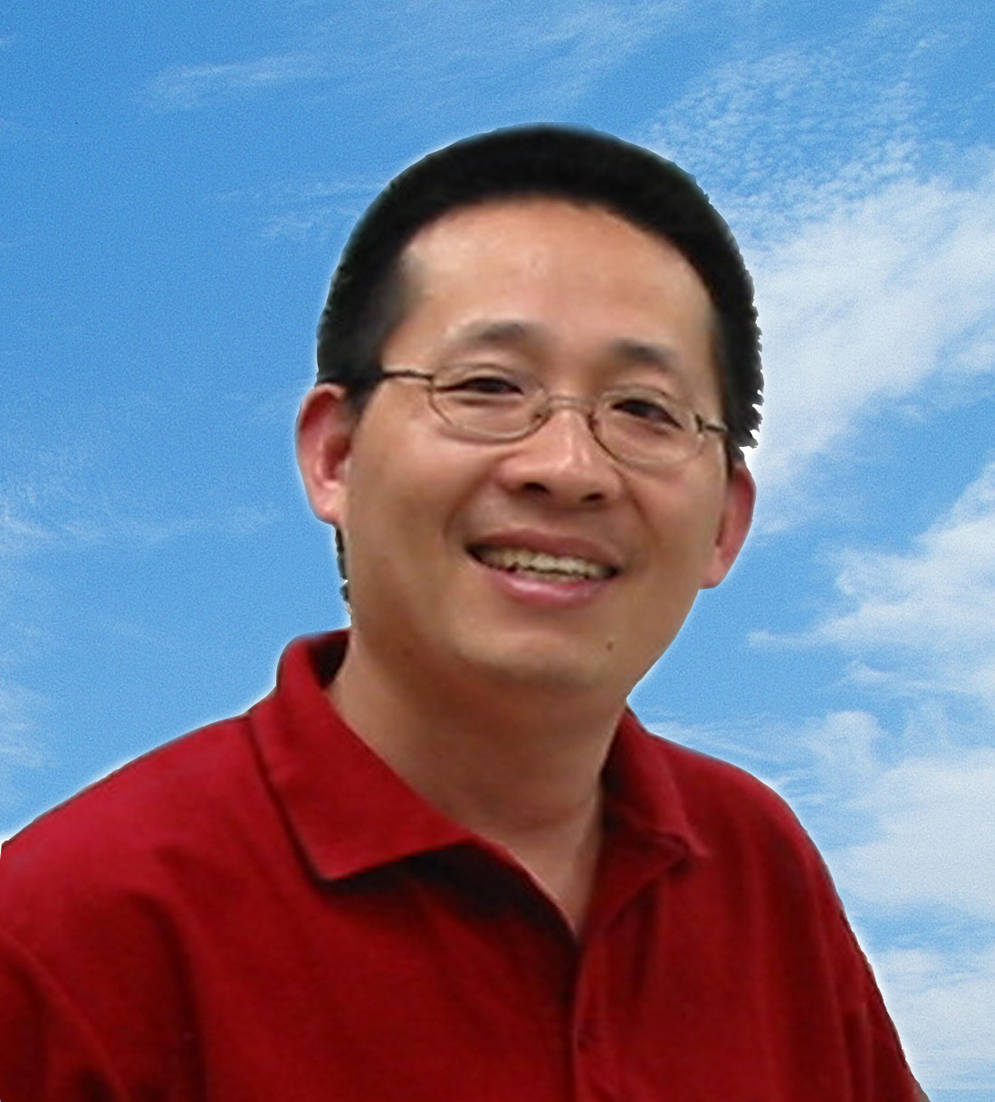
孙博

孙博（1962年—），原名孙曰融，笔名南方，男，上海人，加拿大华裔作家、編劇、資深编辑，加拿大中国笔会會長、多倫多華人作家協會會員。加拿大網絡電視台（365netTV.com）總編輯、加拿大多元文化媒体联盟副主席。

## 生平
孙博生于上海，大學中文系毕业後曾任讲师。1990年移居加拿大多倫多，长期从事新闻工作。2012年起擔任加拿大網絡電視台（365netTV.com）總編輯。2003年至2009年、2013年至今担任加中笔会会长。

## 主要作品
长篇小说：
- 《回流》北京：中国青年，2002。[ISBN 7-5006-4856-1]
- 《茶花泪》简体字版，北京：中国青年，2001。[ISBN 7-5006-4240-7]
- 《茶花泪》繁体字版，台湾：生智，2002。[ISBN 957-818-380-1]
- 《男人三十》 北京：文化艺术，2000。[ISBN 7-5039-1935-3]
- 《小留学生泪洒异国》北京：群众，2004。[ISBN 7-5014-3108-6]

纪实文学集：
- 《小留学生闯世界》（与余月瑛合著）上海：少年儿童，2001。[ISBN 978-7-5324-4747-3 /1.1911]
- 《枫叶国里建家园》（与余月瑛合著）台湾：水牛,1996。[ISBN 9575995619]

散文集：
- 《您好！多伦多》 台湾：水牛,1995。[ISBN 957-599-531-7]

旅游集：
- 《上海》台湾：太雅，第一版2001,最新版2007。[ISBN 978-986-6952-23-4]
- 《多伦多》台湾：太雅，第一版2001,最新版2006。[ISBN 978-986-6952-09-8]

## 主编著作
- 吴华、孙博、诗恒主编《西方月亮──加华作家短篇小说精选集》台湾：水牛,2004。[ISBN 957-599-745-X]
- 吴华、孙博、诗恒主编《叛逆玫瑰──加华作家中篇小说精选集》台湾：水牛,2004。[ISBN 957-599-746-8]
- 徐学清、孙博主编《枫情万种──加华作家散文精选集》繁体字版，台湾：水牛,2005。[ISBN 957-599-784-0]
- 徐学清、孙博主编《枫情万种──加华作家散文精选集》简体字版，北京：作家，2006。[ISBN 7-5063-3434-8]
- 孙博主编《旋转的硬币──加中笔会作品集》四川成都: 成都时代，2007。[ISBN 978-7-80705-402-3]
- 孙博主编《走遍天下──首届世界华人游记徵文大赛精选集》加拿大：多蒙，2008。[ISBN 1-894514-06-8]